# Thaumalea miki
Thaumalea miki är en tvåvingeart som beskrevs av Edwards 1929. Thaumalea miki ingår i släktet Thaumalea och familjen mätarmyggor. Inga underarter finns listade i Catalogue of Life.